# Drive (R.E.M.)
Drive is een nummer van de Amerikaanse rockband R.E.M.. Het is de eerste single van hun achtste studioalbum Automatic for the People uit 1992. Op 21 september dat jaar werd het nummer op single uitgebracht.

## Achtergrond
De single werd in diverse landen een hit en bereikte in thuisland de Verenigde Staten de 28e positie in de Billboard Hot 100. In Canada werd de 7e positie bereikt, in Duitsland de 13e, Ierland de 4e, Australië de 34e, Nieuw-Zeeland de 5e en in het Verenigd Koninkrijk de 11e positie in de UK Singles Chart.
In Nederland werd de single  regelmatig gedraaid op de landelijke radiozenders en werd een radiohit in de destijds twee landelijke hitlijsten. De single bereikte de 13e positie in de Nationale Top 100 en de 15e positie in de  Nederlandse Top 40.
In België bereikte de plaat de 13e positie in de voorloper van de Vlaamse Ultratop 50 en de 15e positie in de Vlaamse Radio 2 Top 30. In Wallonië werd géén notering behaald.
Sinds de allereerste editie in december 1999 staat de single regelmatig genoteerd in de jaarlijkse NPO Radio 2 Top 2000 van de Nederlandse publieke radiozender NPO Radio 2, met als hoogste notering een 483e positie in 2003.

## NPO Radio 2 Top 2000
| Nummer met noteringen in de NPO Radio 2 Top 2000 | '99 | '00-'01 | '02 | '03 | '04 | '05 | '06 | '07 | '08 | '09 | '10 | '11 | '12 | '13 | '14 | '15  | '16  | '17  | '18  | '19  | '20  | '21  | '22  | '23  | '24  |
| ------------------------------------------------ | --- | ------- | --- | --- | --- | --- | --- | --- | --- | --- | --- | --- | --- | --- | --- | ---- | ---- | ---- | ---- | ---- | ---- | ---- | ---- | ---- | ---- |
| Drive                                            | 570 | -       | 652 | 483 | 528 | 659 | 851 | 983 | 737 | 730 | 925 | 732 | 750 | 685 | 862 | 1010 | 1151 | 1053 | 1227 | 1326 | 1296 | 1322 | 1275 | 1398 | 1416 |

1. ↑  Een '-' betekent dat het nummer niet was genoteerd en een vetgedrukt getal geeft de hoogste notering aan.